# 박양원
박양원(朴良元, 1921년 2월 10일 ~ 2007년 12월 6일)은 대한민국의 군인, 의학자, 교육인이다.

## 주요 이력
황해도 해주 출신으로 1945년 일본 쇼와 의과대학을 졸업, 1961년 동 대학에서 의학박사 학위를 받았고, 1948년에 초대 해군본부 의무감(중령), 1951년 서울 해군병원 원장(대령), 1961년 ~ 1964년 해군본부 의무감(5대·준장), 1964년에 예편되었다. 1964년 ~ 1966년에는 보건사회부 의정국장, 1965년 ~ 1966년에 대한의학협희 고문을 2년간 역임했다.
1966년 ~ 1988년에는 경희대학교 의과대학 교수로 재직했고, 1968년 ~ 1971년 경희대학교 사무처장, 1979년 ~ 1982년 대한의학협회 이사, 1979년 ~  1983년에는 경희대학교 의과대학 학장, 1982년 ~ 1985년 경희의료원장(제4대, 이후 1988년부터 1992년까지 제6대 원장으로 재직), 1985년 ~  1988년에는 경희대학교 총장을 역임했다.
1988년부터 4년간 동 대학에서 명예교수로 지냈고, 1991년 ~  1993년에는 성우회 운영위원, 1999년부터 학교법인 경희학원 이사로 재직했다. 2007년 12월 6일에 그가 원장으로 재직했던 경희의료원에서 향년 86세(숙환)로 사망했다.

## 출신 학교
- 서울 중앙고등학교 졸업(1941)
- 일본 쇼와 의과대학 학사
- 일본 쇼와 의과대학 의학 박사

## 주요 경력
- 1948년, 1961년 : 해군본부 의무감
- 1951년 : 해군병원 원장
- 1964년 : 예편(준장)
- 1963년 ~ 1966년 : 대한의학협회 감사
- 1964년 ~ 1966년 : 보건사회부 의정국장
- 1965년 ~ 1966년 : 대한의학협회 고문
- 1966년 ~ 1988년 : 경희대학교 의과대학 교수
- 1968년 ~ 1971년 : 경희대학교 사무처장
- 1971년 ~ 1974년 : 경희의료원 부원장
- 1971년 ~ 1975년 : 대한향군의사회 부회장
- 1972년 ~ 1978년 : 경희간호전문학교교장
- 1978년 ~ 1979년 : 대한예방의학회 회장
- 1979년 ~ 1982년 : 대한의학협회 이사
- 1979년 ~ 1983년 : 경희대학교 의과대학장
- 1983년 ~ 1985년 : 경희의료원장(제4대)
- 1984년 ~ 1985년 : 경희대학교 총장 직무대행
- 1985년 ~ 1988년 : 경희대학교 총장
- 1988년 ~ 1992년 : 경희대학교 명예교수
- 1988년 ~ 1992년 : 경희의료원장(제6대)

## 수상 경력
- 은성충무훈장(1952년), 금성충무훈장, 국방부장관 표창, 국민훈장 모란장 등 10여개 이상의 수상

## 저서
- 《임상검사기술교정》
- 《현대공중보건학》
- 《현대환경위생학 및 실습》
- 《식품위생학》